# Christine Baur (Politikerin)
Christine Baur (* 26. Dezember 1957 in Innsbruck) ist eine österreichische Politikerin (Grüne). Sie war von 2008 bis 2013 Abgeordnete zum Tiroler Landtag und von 24. Mai 2013 bis 28. März 2018 Landesrätin in der Landesregierung Platter II.

## Ausbildung und Beruf
Baur besuchte von 1964 bis 1968 die Volksschule und wechselte danach bis 1976 an das Wirtschaftskundliche Realgymnasium der Ursulinen in Innsbruck, das sie 1976 mit der Matura abschloss. In der Folge absolvierte sie von 1978 bis 1979 einen Abiturientenkurs an der Handelsakademie Innsbruck und studierte ab 1981 Rechtswissenschaften. Baur schloss ihr Studium zunächst 1986 mit dem akademischen Grad Magistra iur. ab und erwarb 2000 den akademischen Grad Doktorin iur. an der Universität Innsbruck. Zudem absolvierte Baur von 2000 bis 2002 ein Postgraduate Studium, das sie im Juni 2002 mit dem Master of European Social Security abschloss und schloss im Dezember 2000 ihre Ausbildung zur Mediatorin ab. Zudem besuchte Baur Fortbildungen im Bereich Konfliktmanagement, Coaching und Mediation.
Baur arbeitete von 1977 bis 1980 als kaufmännische Angestellte in einem Handelsbetrieb und war von April bis September 1986 Akademikertrainee am Institut für öffentliches Recht und Politikwissenschaft der Universität Innsbruck. Sie absolvierte ihr Rechtspraktikum von November 1986 bis März 1988 am Landes- und Bezirksgericht Innsbruck und war zwischen Juli 1989 und Oktober 1993 Vertragsassistentin am Institut für öffentliches Recht und Politikwissenschaft der Universität Innsbruck. Danach war Baur zwischen Februar 1994 und  Oktober 1998 als Vertragsassistentin am Institut für Arbeits- und Sozialrecht tätig. Seit Oktober 1998 ist Baur Regionalanwältin für die Gleichbehandlung von Frauen und Männer in der Arbeitswelt für die Bundesländer Tirol, Salzburg und Vorarlberg. Zudem arbeitet sie seit April 2001 als freiberufliche Mediatorin.

## Politik
Baur ist seit 2004 Mitglied des Gemeinderates der Gemeinde Sistrans und vertrat die Grünen vom 1. Juli 2008 bis 24. Mai 2013 im Tiroler Landtag. Ihre politischen Schwerpunkte liegen in den Bereichen Soziales, Gesundheit, Gemeinden, Gleichstellung und Demokratie, zudem ist sie Frauensprecherin der Grünen Frauen Tirol. Von März bis Mai 2013 war sie Klubobfrau der Grünen im Tiroler Landtag, sie übernahm diese Funktion von Georg Willi. 
Am 24. Mai 2013 wurde sie zur Landesrätin in die Tiroler Landesregierung gewählt. Ihre Ressortzuständigkeiten umfassten
- Mindestsicherung, Mindestsicherungsfonds; Grundversorgung; Sozialberatung; Tuberkulosehilfe; Tiroler Kriegsopfer- und Behindertenfonds; Opferfürsorge; Sammlungswesen; Leistungen nach dem Tiroler Rehabilitationsgesetz, soweit sie nicht in die Zuständigkeit von anderen Regierungsmitgliedern fallen; Suchtangelegenheiten, soweit sie nicht in die Zuständigkeit von anderen Regierungsmitgliedern fallen;
- Sozialversicherungswesen, soweit es sich nicht um land- und forstwirtschaftliche Arbeiter und Angestellte handelt; Flüchtlingswesen; Ein- und Auswanderungswesen; Integration von Zugewanderten;
- Staatsbürgerschaftsangelegenheiten; Personenstandswesen; Stiftungs- und Fondswesen;
- Jugendwohlfahrtswesen; Landeskinderheim Axams; Sozialpädagogisches Zentrum St. Martin; Beteiligung des Landes an der Tiroler Kinderschutz GmbH; Sozialbetreuungsberufe;
- Frauenpolitik.

Als Landesrätin folgte ihr am 28. März 2018 Gabriele Fischer nach.
Von der Bundesregierung Nehammer wurde sie Ende 2022 für den Universitätsrat der Universität Innsbruck nominiert und im März 2023 für die Funktionsperiode bis 2028 zur stellvertretenden Vorsitzenden gewählt.